# Vodní efekt
Vodní efekt (v originále L'Effet aquatique) je francouzsko-islandský hraný film z roku 2016, který režírovala Sólveig Anspach podle vlastního scénáře. Snímek měl světovou premiéru dne 18. května 2016 na filmovém festivalu v Cannes v sekci Quinzaine des réalisateurs.

## Děj
Čtyřicátník Samir, jeřábník z Montreuil se zamiluje do Agathe. Protože je instruktorkou plavání, Samir předstírá, že neumí plavat a přihlásí se k ní na lekce plavání. Agathe je vybraná, aby zastupovala Seine-Saint-Denis na mezinárodním kongresu plavčíků. Letí proto na Island a zamilovaný Samir nemá jinou možnost než  letět také.

## Obsazení
| Samir Guesmi           | Samir   |
| Florence Loiret Caille | Agathe  |
| Philippe Rebbot        | Reboute |
| Stéphane Soo Mongo     | Youssef |
| Ingvar E. Sigurðsson   | Siggi   |
| Didda Jónsdóttir       | Anna    |
| David Boring           | Daniel  |
| Olivia Côte            | Corinne |
| Frosti Runólfsson      | Frosti  |
| Barði Jóhannsson       | zpěvák  |

## Ocenění
- Filmový festival v Cannes: Cena SACD na Quinzaine des réalisateurs
- Filmový festival v Hamburku: nominace na cenu kritiků
- César: nejlepší původní scénář (Sólveig Anspach a Jean-Luc Gaget)